# 羅伊·查普曼
羅伊·克利福德·查普曼（英語：Roy Clifford Chapman，1934年3月18日—1983年3月21日）是英格蘭職業足球員及領隊，生於伯明翰，他是前及射手的父親 。
司職內鋒的查普曼在1952年效力阿士東維拉，為了爭取首發上陣機會，他在5年後轉會到林肯城。1961年，他被林肯城出賣到曼斯菲，到1965年返回林肯城擔任球員兼領隊。他在翌年不再負責球隊的管理工作，並在1967年加盟維爾港。至此，他在英格蘭足球聯賽上陣415次，取得200個進球。
1969年，短暫效力車士打的查普曼轉到史泰福流浪，同時負責球隊的管理工作，至1975年轉任史托港領隊，不久後轉為教練，並在1977年返回史泰福流浪擔任領隊，他在1980年離職。他在1972年帶領史泰福流浪奪得英格蘭北部超級聯賽、英格蘭足總錦標及斯塔褔郡高級杯三料冠軍，並在1973年及1979年分別再度奪得英格蘭足總錦標及英格蘭足總錦標。

## 球員生涯
查普曼在阿士東維拉開始職業球員生涯，他在甲級聯賽錄得19次上陣紀錄。他在維拉公園球場的首發上陣機會有限，領隊埃里克·霍頓（Eric Houghton）讓他在1957年11月加盟由執教的林肯城。「頑童」在1957年至1958年以僅一分一位之差壓過降級的，免於降級。他在1958年至1959年以15個進球成為球隊的頭號射手，雖然球隊在這個賽季的得分還要低於上一季，但仍成功保級。林肯城在1959年至1960年的成績升上第13位，但卻在1960年至1961年降級，查普曼在當季以16個進球再次成為球隊的頭號射手。接著他以7,000英鎊的轉會費離開辛塞爾班克球場（Sincil Bank），加盟曼斯菲。
在賴奇·卡特（Raich Carter）的領導下，「雄鹿」在1961年至1962年的丁級聯賽以第14名完成球季。在1962年至1963年，查普曼及其射手搭擋肯·瓦格斯塔夫（Ken Wagstaff）協助球隊取得升級資格。曼斯菲在新帥湯米·卡明斯的領導下在丙級聯賽的進展良好，在1963年至1964年以第7名完成，在1964年至1965年僅因場均進球數較差而未能升級。
1965年3月，查普曼離開了菲特米爾球場（Field Mill），以球員兼領隊的身份重返林肯城，林肯城在當時正尋求重選留在丁級聯賽。在1965年8月的一場比賽裡，他換下了本尼·拉爾金（Bunny Larkin）替補上陣，使他成為了球隊史上第一位替補上陣的球員。林肯城在1965年至1966年位列第22位，再度申請重選。1966年10月，球隊聘請羅恩·格雷（Ron Gray）為領隊，查普曼不再兼任領隊。他在1966年至1967年攻入21球，成為球隊的頭號射手，但「頑童」仍在英格蘭足球聯賽敬陪末席。
1967年6月，查普曼加盟維爾港，週薪為35英鎊。他在1967年至1968年球季上陣49次，取得25個進球，成為球隊的最佳射手，與的萊斯·馬西（ Les Massie）並列為聯賽最佳射手。維爾港領隊斯坦利·馬修斯（Stanley Matthews）在夏季辭職，由戈登·李（Gordon Lee）接替韋爾公園球場（Vale Park）的工作。雖然查普曼受到坐骨神經痛困擾，查普曼在下一個球季上陣的34場比賽裡攻入12球，再次成為神射手。
查普曼在英格蘭足球聯賽最後效力的球隊是肯·羅伯茨（Ken Roberts）執教的車士打，他在1969年5月加盟球隊。他在四場季前熱身賽裡打進了四球，並在對的聯賽首秀打進了兩球，使他的進球數目達到200個。不過，他在接下來的八場聯賽僅能打進一球，他在後來轉投非聯賽球隊，然後轉到史泰福流浪擔任球員兼領隊。

## 執教生涯
查普曼在1972年帶領史泰福流浪奪得英格蘭足總錦標、英格蘭北部超級聯賽及斯塔褔郡高級杯三料冠軍。史泰福流浪以71分高踞榜首，而在舉行的足總錦標決賽，史泰福流浪以3-0擊敗了 。三年後，他又帶領球隊殺入足總杯第四圈。他在後來再以球員兼領隊的身份加盟史托港，在這段時期以短期形式簽約史泰福流浪。1976年8月，查普曼返回維爾港當教練，到1977年5月被開除後再度執教史泰福流浪。
在查普曼二度執教史泰福流浪期間，他再次帶領球隊奪得足總錦標（決賽以2-0擊敗）。他在1980年離職。

## 晚年生活及逝世
離開了史泰福流浪後，查普曼在沃爾素爾體育公司擔任經理。
他在參與一場五人足球賽期間心臟病發，他在特倫特河畔斯托克逝世。

## 榮譽

### 球員
曼斯菲
- 英格蘭足球丁級聯賽第4名升級：1962年至1963年

### 領隊
史泰福流浪
- 英格蘭北部超級聯賽冠軍：1971年至1972年
- 英格蘭足總錦標冠軍：1972年、1979年
- 斯塔褔郡高級盃冠軍：1972年、1973年

## 註腳
1. 1 2 3  （英文）. redimps.com.   [2012-08-01]. （原始内容存档于2016-03-04）.
2. ↑  （英文）. 11v11.   [2012-08-01]. （原始内容存档于2019-11-15）.
3. ↑  Turner & White 1993，第106頁
4. ↑  （英文）. stats.football.co.uk.   [2012-08-02]. （原始内容存档于2019-09-23）.
5. ↑  （英文）. stats.football.co.uk.   [2012-08-02]. （原始内容存档于2019-09-20）.
6. ↑  （英文）. stats.football.co.uk.   [2012-08-02]. （原始内容存档于2019-09-17）.
7. ↑  （英文）. stats.football.co.uk.   [2012-08-02]. （原始内容存档于2019-10-03）.
8. ↑  （英文）. stats.football.co.uk.   [2012-08-02]. （原始内容存档于2019-09-30）.
9. 1 2 3 4 5 6  Kent 1991，第58頁
10. 1 2 3  Sumner 1997，第81頁
11. 1 2 3  （英文）. Port Pie.   [2012-08-03]. （原始内容存档于2012-10-15）.
12. ↑  （英文）. fchd.btinternet.co.uk.   [2012-08-03]. （原始内容存档于2012-10-10）.